# Mohammad Asif Khokan
Mohammad Asif Khokan (ur. 10 czerwca 1936 w Kabulu) – afgański zapaśnik walczący w stylu wolnym. Olimpijczyk z Rzymu 1960, gdzie zajął dwunaste miejsce w kategorii do 79 kg.
Czwarty na igrzyskach azjatyckich w 1962 i 1966 roku.

## Letnie Igrzyska Olimpijskie 1960
| Konkurencja       | Rundy eliminacyjne         | Rundy eliminacyjne | Rundy eliminacyjne    | Klas. końcowa |
| Konkurencja       | Przeciwnik I               | Przeciwnik II      | Przeciwnik III        | Miejsce       |
| ----------------- | -------------------------- | ------------------ | --------------------- | ------------- |
| 79 kg styl wolnym | Georgij Szirtladze (SUN) P | wolny los Z        | Muhammad Faiz (PAK) P | 12.           |